# Demokratisk aktion i Makedonien
Partiet för Demokratisk aktion i Makedonien, Stranka na demokratska akcija na Makedonija (SDAM) är ett politiskt parti i Nordmakedonien.
SDAM har, i de senaste makedonska parlamentsvalen, ingått i de segrande valallianserna VRMO-LPM-koalitionen (2006) och För ett bättre Makedonien (2008).